# Tir à l'arc aux Jeux olympiques
Le tir à l'arc a fait sa première apparition lors des Jeux olympiques d'été de 1900. Absent du programme de 1924 à 1968, le tir à l'arc a été réintroduit à l'occasion des Jeux olympiques d'été de 1972 à Munich.
Les épreuves de tir à l'arc ont été disputées lors de seize éditions des Jeux olympiques. Quatre-vingt-douze nations ont déjà pris part à l'épreuve, la France apparaissant le plus souvent avec quatorze fois. Depuis 1972, cette épreuve se déroule sous l'égide de la World Archery Federation (anciennement FITA). Seul l'arc classique est disputé aux jeux olympiques.
Le tir à l'arbalète perdit une occasion de reconnaissance par le CIO après le concours d'arbalète de l'exposition universelle de 1900 (remporté par le français Chambroy).

## Histoire

### De 1900 à 1920
Pendant cette période, aucune fédération internationale n'existe pour réglementer la pratique du tir à l'arc. Le choix des épreuves est laissé à l'initiative du pays organisateur, et celles-ci sont généralement représentatives des compétitions disputées localement. Un compétiteur pouvait s'inscrire à plusieurs épreuves.
Le tir à l'arc a fait sa première apparition lors des Jeux olympiques d'été de 1900 à Paris. Six épreuves furent disputées à l'occasion.
Les Jeux suivants se déroulent à St. Louis en 1904. Six épreuves sont disputées, mais aucun athlète non américain n'y participe. Par contre, il y a deux épreuves féminines individuelles, une épreuve masculine par équipes et une épreuve féminine par équipes. En 1908, à Londres, il y a eu trois épreuves, dont une à la distance de 50 m, organisée pour les archers français et belges, et une épreuve féminine, mais pas d'épreuve par équipes.
Le tir à l'arc n'a pas été disputé en 1912, mais est réapparu en 1920 à Anvers, avec dix épreuves (dont cinq par équipes), mais aucune épreuve féminine.
Durant ces quatre Jeux olympiques, seules cinq nations ont participé à l'épreuve de tir à l'arc : l'Angleterre, la Belgique, les États-Unis, la France et les Pays-Bas.
Chaque jeu a vu la participation de trois nations au plus.
Entre 1920 et 1972, le tir à l'arc n'a pas été disputé aux Jeux olympiques.

### Depuis 1972
Le 4 septembre 1931 à Lwow en Pologne, la France, la Tchécoslovaquie, la Suède, la Pologne, les États-Unis, la Hongrie, et l'Italie fondent la Fédération internationale de tir à l'arc (FITA), devenue en 2011 la World Archery Federation (WA). Le but de l'organisation est de créer des championnats de tir à l'arc réguliers et d'obtenir que le tir à l'arc redevienne discipline olympique. Cet objectif est atteint, lors des Jeux olympiques d'été de 1972, à Munich. Lors de cette édition, le tir à l'arc ne comporte qu'une seule épreuve masculine et une féminine sous la forme d'un tir « double FITA ». En 1988, les compétitions par équipes sont ajoutées aux deux compétitions individuelles.
Depuis 1992, le format utilisé est le tir olympique de qualification, suivi de duels.
La Corée du Sud participe aux Jeux de 1972, mais ne remporte aucune médaille. Elle est absente des pas de tir jusqu'en 1984, où elle remporte la médaille d'or en individuel féminin.
Depuis 1988 à Séoul, année de l'introduction du tir par équipes, les Coréennes ont remporté l'intégralité des médailles d'or par équipes, et il n'y a qu'en 2008 à Pékin où la médaille d'or en individuel leur a échappé au bénéfice de la Chine.
Les hommes sont champions olympiques par équipes en 1988 ainsi que depuis 2000, et en individuel avec Oh Jyn-Hyek à Londres en 2012.

## Description des épreuves
Le tir à l'arc olympique moderne est composé de cinq épreuves : Hommes individuels, femmes individuelles, hommes par équipes, femmes par équipes et équipes mixtes. Pour ces cinq épreuves, la distance de l'archer à la cible est de 70 mètres. 

### Épreuve individuelle
Dans les épreuves individuelles, 64 archers participent. La compétition débute avec le tir de qualification qui consiste à tirer 72 flèches (en deux séries de six volées de six flèches).
Le classement obtenu détermine la place de l'archer dans le tableau des finales.

#### Période 1992 - 2004
Les matches des 32es, 16es et 8es de finale se déroulaient en six volées de trois flèches, les archers tirant simultanément, le temps alloué étant de deux minutes par volée.

#### Jeux de 2008
Les phases finales commencent en 32e de finale, où l'archer ayant fini premier du tir de qualification rencontre le 64e, le 2e rencontre le 63e et ainsi de suite. Les matchs se déroulent en quatre volées de trois flèches, chaque volée se faisant en tir alterné : les archers tirent une flèche chacun leur tour, avec 20 secondes par flèche.
L'archer remportant le duel participe au tour suivant, le perdant est éliminé, sauf en demi-finales, où les perdants se rencontrent lors du match pour la 3e place.

#### Depuis 2012
Le format de la compétition reste identique mais le déroulement de chaque match change. Chaque archer tire un maximum de cinq volées de trois flèches en tir alterné. Chaque volée est appelée set, l'archer avec le meilleur total du set marque deux points. Un point est marqué par chacun des deux archers en cas d'égalité. Le vainqueur du match est le premier à six points. Si les deux archers sont à égalité après les cinq volées, le match se joue sur un tir de barrage, la flèche la plus proche du centre l'emporte.

### Épreuve par équipes
Chaque pays ayant trois archers engagés dans la compétition individuelle participe aux finales par équipes. Le score de l'équipe est déterminé en additionnant les scores de l'épreuve individuelle des trois archers. Une épreuve de double mixte a lieu pour la première fois en 2020. Elle se déroule sous forme de duel. La cible est également à 70 mètres. L'équipe est composée d'une femme et d'un homme.
La phase finale commence en 8es de finale, mais comme le nombre d'équipe est habituellement compris entre neuf et quinze, les équipes les mieux classées bénéficient d'une exemption lors du premier tour. Les matches comportent quatre volées de six flèches, chaque archer tirant deux flèches par volée.

#### Période 1992 - 2004
Auparavant, les matches se déroulaient en trois volées de neuf flèches (trois flèches par archer).

## Liste des épreuves

### Les premiers Jeux
| Années                                             | 1900 | 1904 | 1908 | 1920 | Total |
| -------------------------------------------------- | ---- | ---- | ---- | ---- | ----- |
| Au cordon doré (50 m), hommes                      | •    |      |      |      | 1     |
| Au chapelet (50 m), hommes                         | •    |      |      |      | 1     |
| Au cordon doré (33 m), hommes                      | •    |      |      |      | 1     |
| Au chapelet (33 m), hommes                         | •    |      |      |      | 1     |
| Sur la perche à la herse, hommes                   | •    |      |      |      | 1     |
| Sur la perche à la pyramide, hommes                | •    |      |      |      | 1     |
| Double York round (100, 80 et 60 yards), hommes    |      | •    | •    |      | 2     |
| Double American round (60, 50 et 40 yards), hommes |      | •    |      |      | 1     |
| Épreuve par équipes (60 yards), hommes             |      | •    |      |      | 1     |
| Double Columbia round (50, 40 et 30 yards), femmes |      | •    |      |      | 1     |
| Double National round (60 et 50 yards), femmes     |      | •    | •    |      | 2     |
| Épreuve par équipes, femmes                        |      | •    |      |      | 1     |
| Continental round (50 mètres), hommes              |      |      | •    |      | 1     |
| Individuel (28 mètres), hommes                     |      |      |      | •    | 1     |
| Individuel (33 mètres), hommes                     |      |      |      | •    | 1     |
| Individuel (50 mètres), hommes                     |      |      |      | •    | 1     |
| Par équipes (28 mètres), hommes                    |      |      |      | •    | 1     |
| Par équipes (33 mètres), hommes                    |      |      |      | •    | 1     |
| Par équipes (50 mètres), hommes                    |      |      |      | •    | 1     |
| Individuel à la perche (petits oiseaux), hommes    |      |      |      | •    | 1     |
| Individuel à la perche (gros oiseaux), hommes      |      |      |      | •    | 1     |
| Par équipes à la perche (petits oiseaux), hommes   |      |      |      | •    | 1     |
| Par équipes à la perche (gros oiseaux), hommes     |      |      |      | •    | 1     |
| Total                                              | 6    | 6    | 3    | 10   | 25    |

### Les Jeux modernes
| Années                                | 1972 | 1976 | 1980 | 1984 | 1988 | 1992 | 1996 | 2000 | 2004 | 2008 | 2012 | 2016 | 2020 | 2024 | Total |
| ------------------------------------- | ---- | ---- | ---- | ---- | ---- | ---- | ---- | ---- | ---- | ---- | ---- | ---- | ---- | ---- | ----- |
| Double FITA round, hommes             | •    | •    | •    | •    |      |      |      |      |      |      |      |      |      |      | 4     |
| Double FITA round, femmes             | •    | •    | •    | •    |      |      |      |      |      |      |      |      |      |      | 4     |
| Tour éliminatoire, hommes             |      |      |      |      | •    |      |      |      |      |      |      |      |      |      | 1     |
| Tour éliminatoire, femmes             |      |      |      |      | •    |      |      |      |      |      |      |      |      |      | 1     |
| Tour éliminatoire par équipes, hommes |      |      |      |      | •    |      |      |      |      |      |      |      |      |      | 1     |
| Tour éliminatoire par équipes, femmes |      |      |      |      | •    |      |      |      |      |      |      |      |      |      | 1     |
| Tournoi olympique, hommes             |      |      |      |      |      | •    | •    | •    | •    | •    | •    | •    | •    | •    | 8     |
| Tournoi olympique, femmes             |      |      |      |      |      | •    | •    | •    | •    | •    | •    | •    | •    | •    | 8     |
| Tournoi olympique par équipes, hommes |      |      |      |      |      | •    | •    | •    | •    | •    | •    | •    | •    | •    | 8     |
| Tournoi olympique par équipes, femmes |      |      |      |      |      | •    | •    | •    | •    | •    | •    | •    | •    | •    | 8     |
| Tournoi olympique par équipes, mixte  |      |      |      |      |      |      |      |      |      |      |      |      | •    | •    | 1     |
| Total                                 | 2    | 2    | 2    | 2    | 4    | 4    | 4    | 4    | 4    | 4    | 4    | 4    | 5    | 5    | 45    |

## Qualification
Les quotas de qualification sont alloués aux comités olympiques nationaux, plutôt qu'aux athlètes.
Un pays peut engager au plus trois hommes et trois femmes.
Il y a cinq moyens pour un comité national d'obtenir ses quotas pour les Jeux olympiques.
Pour chaque sexe :
1. Le pays organisateur se voit allouer 3 places.
2. Les 8 meilleures nations des championnats du monde de tir à l'arc les plus récents se voient également allouer 3 places. Une fois les archers de ces pays enlevés, les 8 meilleurs archers restant permettent à leur pays de gagner une place.
3. 13 sont réparties parmi les 5 continents olympiques pour allocation dans les championnats continentaux.
4. 13 sont attribuées lors d'un tournoi pré-olympique.
5. Les trois dernières places de chaque sexe sont données par invitations, déterminées par une commission tripartite.

Chaque comité olympique recevant trois places (i.e., le pays organisateur, les 8 meilleures nations des derniers championnats du monde, et toute autre nation pouvant prendre 3 places parmi les 37 restantes) peut engager ses trois archers dans la compétition par équipes.

## Résultats

### Tableau des médailles depuis 1972
1972 a marqué le début de l'archerie moderne aux Jeux Olympiques. Les épreuves ont commencé à être standardisées, et plusieurs nations y ont participé.
Le tableau ci-dessous présente le bilan, par nations, des médailles obtenues en tir à l'arc lors des Jeux olympiques d'été, de Munich 1972 à Paris 2024. Le rang est obtenu par le décompte des médailles d'or, puis en cas d'ex aequo, des médailles d'argent, puis de bronze.
| Rang  | Nation           | Or | Argent | Bronze | Total |
| ----- | ---------------- | -- | ------ | ------ | ----- |
| 1     | Corée du Sud     | 32 | 10     | 8      | 50    |
| 2     | États-Unis       | 8  | 6      | 4      | 18    |
| 3     | Italie           | 2  | 3      | 4      | 9     |
| 4     | Chine            | 1  | 7      | 2      | 10    |
| 5     | Union soviétique | 1  | 3      | 3      | 7     |
| 6     | France           | 1  | 2      | 2      | 5     |
| 7     | Finlande         | 1  | 1      | 2      | 4     |
| 7     | Ukraine          | 1  | 1      | 2      | 4     |
| 9     | Australie        | 1  | 0      | 2      | 3     |
| 10    | Turquie          | 1  | 0      | 1      | 2     |
| 11    | Espagne          | 1  | 0      | 0      | 1     |
| 12    | Japon            | 0  | 3      | 4      | 7     |
| 13    | Allemagne        | 0  | 3      | 2      | 5     |
| 14    | Taipei chinois   | 0  | 2      | 2      | 4     |
| 15    | ROC              | 0  | 2      | 0      | 2     |
| 15    | Suède            | 0  | 2      | 0      | 2     |
| 17    | Mexique          | 0  | 1      | 3      | 4     |
| 18    | Pays-Bas         | 0  | 1      | 1      | 2     |
| 18    | Pologne          | 0  | 1      | 1      | 2     |
| 18    | Russie           | 0  | 1      | 1      | 2     |
| 21    | Indonésie        | 0  | 1      | 0      | 1     |
| 22    | Grande-Bretagne  | 0  | 0      | 4      | 4     |
| 23    | Équipe unifiée   | 0  | 0      | 2      | 2     |
| Total | 22 nations       | 50 | 50     | 50     | 150   |

### Tableau des médailles complet (depuis 1900)
Ce tableau inclut les résultats des épreuves de 1900, 1904, 1908, et 1920. Ces quatre années ont précédé la compétition moderne et standardisée, suivant les règles de la Fédération internationale de tir à l'arc, et ont été disputées par au plus trois nations. En 1904, seuls les États-Unis ont participé. Les autres nations à avoir participé à la compétition dans cette période sont la France, la Belgique, les Pays-Bas et la Grande-Bretagne.
La Corée du Sud prend la tête du tableau à l'issue des Jeux de 2008, où les États-Unis sont repartis sans médailles.
La domination de la Corée du Sud sur la discipline est récente puisque sa première médaille ne date que de 1984.
| Rang  | Nation           | Or | Argent | Bronze | Total |
| ----- | ---------------- | -- | ------ | ------ | ----- |
| 1     | Corée du Sud     | 32 | 10     | 8      | 50    |
| 2     | États-Unis       | 14 | 12     | 10     | 36    |
| 3     | Belgique         | 11 | 7      | 3      | 21    |
| 4     | France           | 7  | 12     | 8      | 27    |
| 5     | Italie           | 2  | 3      | 4      | 9     |
| 6     | Grande-Bretagne  | 2  | 2      | 5      | 9     |
| 7     | Chine            | 1  | 7      | 2      | 10    |
| 8     | Union soviétique | 1  | 3      | 3      | 7     |
| 9     | Finlande         | 1  | 1      | 2      | 4     |
| 9     | Ukraine          | 1  | 1      | 2      | 4     |
| 11    | Pays-Bas         | 1  | 1      | 1      | 3     |
| 12    | Australie        | 1  | 0      | 2      | 3     |
| 13    | Turquie          | 1  | 0      | 1      | 2     |
| 14    | Espagne          | 1  | 0      | 0      | 1     |
| 15    | Japon            | 0  | 3      | 4      | 7     |
| 16    | Allemagne        | 0  | 3      | 2      | 5     |
| 17    | Taipei chinois   | 0  | 2      | 2      | 4     |
| 18    | ROC              | 0  | 2      | 0      | 2     |
| 18    | Suède            | 0  | 2      | 0      | 2     |
| 20    | Mexique          | 0  | 1      | 3      | 4     |
| 21    | Pologne          | 0  | 1      | 1      | 2     |
| 21    | Russie           | 0  | 1      | 1      | 2     |
| 23    | Indonésie        | 0  | 1      | 0      | 1     |
| 24    | Équipe unifiée   | 0  | 0      | 2      | 2     |
| Total | 24 nations       | 76 | 75     | 66     | 217   |

## Records

### Records de médailles
Archers les plus médaillés aux Jeux olympiques (avant les jeux de Pékin 2008) à titre individuel et par équipes.
| Athlète            | Pays     | Or | Argent | Bronze | Total |
| ------------------ | -------- | -- | ------ | ------ | ----- |
| Hubert Van Innis   | Belgique | 6  | 3      | 0      | 9     |
| Julien Brulé       | France   | 1  | 3      | 1      | 5     |
| Louis Van de Perck | Belgique | 2  | 2      | 0      | 4     |
| Léonce Quentin     | France   | 0  | 3      | 1      | 4     |
| Eugène Grisot      | France   | 1  | 2      | 1      | 4     |

| Athlète        | Pays         | Or | Argent | Bronze | Total |
| -------------- | ------------ | -- | ------ | ------ | ----- |
| Kim Soo-nyung  | Corée du Sud | 4  | 1      | 1      | 6     |
| Park Sung-hyun | Corée du Sud | 3  | 1      | 0      | 4     |
| Yun Mi-jin     | Corée du Sud | 3  | 0      | 0      | 3     |
| Zhang Juanjuan | Chine        | 1  | 2      | 0      | 3     |
| Cho Youn-jeong | Corée du Sud | 2  | 0      | 0      | 2     |

### Records olympiques
Les records olympiques du tir à l'arc ne sont établis que pour les compétitions depuis 1992.
Ils sont suivis sur les items suivants :
- records individuels
  - Tir de classement individuel (72 flèches)
  - Match individuel 12 flèches
  - Finales individuelles 36 flèches (somme des résultats des ¼, ½ et finale)
- records par équipes
  - Tir de classement par équipes (216 flèches)
  - Match par équipes 24 flèches (à partir de 2008)
  - Finales par équipes 48 flèches (somme des résultats des ½ et finale – à partir de 2008)
  - Tir de classement par équipes - mixte (144 flèches - à partir de 2020)
- formats obsolètes
  - Match individuel 18 flèches (32es, 16es et 8es de finale jusqu'en 2004)
  - Match par équipes 27 flèches (jusqu'en 2004)
  - Finales par équipes 54 flèches (somme des résultats des ½ et finale – jusqu'en 2004)

| Nb de flèches                         | Archer(s)                                              | Score   | Jeux* |
| ------------------------------------- | ------------------------------------------------------ | ------- | ----- |
| 72 (Individuel - tir de classement)   | Michele Frangilli (ITA)                                | 684 (*) | 1996  |
| 12 (Individuel - 1 match)             | Lee Chang-hwan (KOR)                                   | 117     | 2008  |
| 36 (Individuel - finales 3 matches)   | Tim Cuddihy (AUS)                                      | 340     | 2004  |
| 216 (Par équipes – tir de classement) | Corée du Sud Jang Yong-ho Kim Bo-ram Oh Kyo-moon       | 2031    | 1996  |
| 24 (Par équipes - 1 match)            | Corée du Sud Im Dong-hyun Lee Chang-hwan Park Kyung-mo | 227     | 2008  |
| 48 (Par équipes - finales 2 matches)  | ??                                                     | ??      | 2008  |
| 18 (match individuel)                 | Park Kyung-mo (KOR)                                    | 173     | 2004  |
| 27 (match par équipes)                | Corée du Sud Jang Yong-ho Oh Kyo-moon Kim Chung-tae    | 258     | 2000  |
| 54 (2 matches par équipes)            | États-Unis Justin Huish Butch Johnson Rodney White     | 502     | 1996  |

| Nb de flèches                         | Archer(s)                                            | Score   | Jeux |
| ------------------------------------- | ---------------------------------------------------- | ------- | ---- |
| 72 (Individuel - tir de classement)   | Lim Si-hyeon (KOR)                                   | 694 (*) | 2024 |
| 12 (Individuel - 1 match)             | Park Sung-hyun (KOR)                                 | 115     | 2008 |
| 36 (Individuel - finales 3 matches)   | Kim Nam-soon (KOR)                                   | 334     | 2000 |
| 216 (Par équipes - tir de classement) | Corée du Sud An San Jang Min-hee Kang Chae-young     | 2032    | 2020 |
| 24 (Par équipes - 1 match)            | Corée du Sud Park Sung-hyun Joo Hyun-jung Yun Ok-hee | 231     | 2008 |
| 48 (Par équipes - finales 2 matches)  | ??                                                   | ??      | 2008 |
| 18 (match individuel)                 | Yun Mi-jin (KOR)                                     | 173     | 2000 |
| 27 (match par équipes)                | Corée du Sud Kim Soo-nyung Kim Nam-soon Yun Mi-jin   | 252     | 2000 |
| 54 (Finales par équipes)              | Corée du Sud Kim Soo-nyung Kim Nam-soon Yun Mi-jin   | 502     | 2000 |

| Nb de flèches                         | Archer(s)                       | Score | Jeux |
| ------------------------------------- | ------------------------------- | ----- | ---- |
| 144 (Par équipes - tir de classement) | Corée du Sud An San Kim Je-deok | 1368  | 2020 |

(*) Le 12 juin 2004, lors de l'épreuve de classement, Park Sung-hyun (F) avec 682 points, Im Dong-hyun (H) avec 687 points, et l'équipe féminine de Corée du Sud (Park Sung-hyun, Lee Sung-jin, Yun Mi-jin) avec 2 030 points ont battu leur record du monde respectif. L'épreuve ayant eu lieu avant la cérémonie d'ouverture officielle, ces records ne sont pas comptabilisés dans les records olympiques.
De la même manière, le 27 juillet 2012, Im Dong-hyun (H) avec 699 points et l'équipe masculine de Corée su Sud avec 2 087 points ont battu leur record du monde, mais ne seront pas comptabilisés comme record olympique.

## Nations participantes
| Années                    | 1900 | 1904 | 1908 | 1920 | 1972 | 1976 | 1980 | 1984 | 1988 | 1992 | 1996 | 2000 | 2004 | 2008 | 2012 | Total |
| ------------------------- | ---- | ---- | ---- | ---- | ---- | ---- | ---- | ---- | ---- | ---- | ---- | ---- | ---- | ---- | ---- | ----- |
| Samoa américaines         | –    | –    | –    | –    |      |      |      |      |      |      |      | 1    |      |      |      | 1     |
| Argentine                 | –    | –    | –    | –    |      |      |      |      | X    |      |      |      |      |      |      | 1     |
| Australie                 | –    | –    | –    | –    | 3    | X    | X    | X    | X    | X    | X    | 6    | X    | 5    | 2    | 11    |
| Autriche                  | –    | –    | –    | –    |      | X    | X    | X    |      |      |      |      |      |      |      | 3     |
| Bangladesh                | –    | –    | –    | –    |      |      |      |      |      |      |      |      |      |      | 1    | 1     |
| Biélorussie               | –    | –    | –    | –    |      |      |      |      |      |      | X    | X    | X    | 2    | 1    | 5     |
| Belgique                  | 18   | –    | –    | 14   | 3    | X    | X    | X    | X    | X    | X    |      |      |      |      | 9     |
| Bhoutan                   | –    | –    | –    | –    |      |      |      | X    | X    | X    | X    | X    | X    | 2    | 1    | 8     |
| Brésil                    | –    | –    | –    | –    |      |      | X    | X    | X    | X    |      |      |      | 1    | 1    | 6     |
| Bulgarie                  | –    | –    | –    | –    |      |      | X    |      |      | X    | X    |      | X    | 1    | 1    | 6     |
| Canada                    | –    | –    | –    | –    | 6    | X    |      | X    | X    | X    | X    | X    | X    | 4    | 2    | 10    |
| République centrafricaine | –    | –    | –    | –    |      |      |      |      |      |      |      | X    |      |      |      | 1     |
| Chili                     | –    | –    | –    | –    |      |      |      |      |      |      |      | X    |      |      | 1    | 2     |
| Chine                     | –    | –    | –    | –    |      |      |      | X    | X    | X    | X    | X    | X    | 6    | 6    | 8     |
| Taipei chinois            | –    | –    | –    | –    | 1    |      |      | X    | X    | X    | X    | X    | X    | 6    | 6    | 9     |
| Colombie                  | –    | –    | –    | –    |      |      |      | X    |      | X    |      |      |      | 3    | 2    | 4     |
| Costa Rica                | –    | –    | –    | –    |      | X    | X    |      |      | X    |      |      |      |      |      | 3     |
| Côte d'Ivoire             | –    | –    | –    | –    |      |      |      |      |      |      |      |      |      |      | 1    | 1     |
| Cuba                      | –    | –    | –    | –    |      |      |      |      |      |      |      | X    | X    | 1    | 1    | 4     |
| Chypre                    | –    | –    | –    | –    |      |      |      |      |      | X    |      |      |      | 1    |      | 2     |
| République tchèque        | –    | –    | –    | –    |      |      |      |      |      |      |      |      |      | 2    |      | 1     |
| Tchécoslovaquie           | –    | –    | –    | –    |      |      | X    |      |      | X    |      |      |      |      |      | 2     |
| Danemark                  | –    | –    | –    | –    | 4    | X    |      |      | X    | X    |      | X    | X    | 2    | 3    | 8     |
| Égypte                    | –    | –    | –    | –    |      |      |      |      |      |      |      | X    | X    | 2    | 2    | 4     |
| Salvador                  | –    | –    | –    | –    |      |      |      |      |      |      |      | X    | X    |      |      | 2     |
| Estonie                   | –    | –    | –    | –    |      |      |      |      |      | X    | X    |      |      |      | 1    | 3     |
| Fidji                     | –    | –    | –    | –    |      |      |      |      |      |      |      |      | X    |      | 1    | 1     |
| Finlande                  | –    | –    | –    | –    | 3    | X    | X    | X    | X    | X    | X    | X    | X    | 1    |      | 10    |
| France                    | 129  | –    | 15   | 8    | 5    | X    |      | X    | X    | X    | X    | X    | X    | 5    | 4    | 13    |
| Géorgie                   | –    | –    | –    | –    |      |      |      |      |      |      | X    | X    | X    | 2    | 1    | 5     |
| Allemagne                 | –    | –    | –    | –    |      |      |      |      |      | X    | X    | X    | X    | 2    | 2    | 6     |
| Grande-Bretagne           | –    | –    | 41   | –    | 6    | X    | X    | X    | X    | X    | X    | X    | X    | 6    | 6    | 12    |
| Grèce                     | –    | –    | –    | –    |      |      |      |      |      |      |      | X    | X    | 2    | 1    | 3     |
| Guam                      | –    | –    | –    | –    |      |      |      |      |      | X    |      |      |      |      |      | 1     |
| Hong Kong                 | –    | –    | –    | –    |      |      |      | X    | X    | X    |      |      |      |      | 1    | 4     |
| Hongrie                   | –    | –    | –    | –    | 2    |      | X    |      |      | X    | X    |      |      |      |      | 4     |
| Inde                      | –    | –    | –    | –    |      |      |      |      | X    | X    | X    |      | X    | 4    | 6    | 6     |
| Indonésie                 | –    | –    | –    | –    | 1    | X    |      | X    | X    | X    | X    | X    | X    | 2    | 1    | 10    |
| Iran                      | –    | –    | –    | –    |      |      |      |      |      |      |      |      |      | 2    | 2    | 2     |
| Irak                      | –    | –    | –    | –    |      |      |      |      |      |      |      |      |      |      |      | 1     |
| Irlande                   | –    | –    | –    | –    |      | X    | X    | X    | X    | X    | X    |      |      |      |      | 6     |
| Italie                    | –    | –    | –    | –    | 3    | X    | X    | X    | X    | X    | X    | X    | X    | 6    | 6    | 11    |
| Japon                     | –    | –    | –    | –    | 4    | X    |      | X    | X    | X    | X    | X    | X    | 5    | 6    | 10    |
| Jordanie                  | –    | –    | –    | –    |      |      |      |      | X    |      |      |      |      |      |      | 1     |
| Kazakhstan                | –    | –    | –    | –    |      |      |      |      |      |      | X    | X    | X    | 1    | 2    | 5     |
| Kenya                     | –    | –    | –    | –    |      |      |      |      |      |      | X    |      |      |      |      | 1     |
| Corée du Nord             | –    | –    | –    | –    |      | X    | X    |      |      | X    |      | X    |      | 2    | 1    | 6     |
| Corée du Sud              | –    | –    | –    | –    | 3    |      |      | X    | X    | X    | X    | X    | X    | 6    | 6    | 9     |
| Laos                      | –    | –    | –    | –    |      |      |      |      |      |      |      |      | X    |      |      | 1     |
| Luxembourg                | –    | –    | –    | –    | 2    |      | X    | X    | X    | X    |      |      | X    |      | 1    | 6     |
| Malaisie                  | –    | –    | –    | –    |      |      |      |      |      |      |      |      | X    | 3    | 4    | 3     |
| Malte                     | –    | –    | –    | –    |      |      | X    | X    | X    |      |      |      |      |      |      | 3     |
| Maurice                   | –    | –    | –    | –    |      |      |      |      |      |      |      | X    | X    | 1    |      | 3     |
| Mexique                   | –    | –    | –    | –    | 6    |      |      | X    | X    | X    | X    | X    | X    | 4    | 6    | 9     |
| Moldavie                  | –    | –    | –    | –    |      |      |      |      |      |      | X    |      |      |      | 1    | 2     |
| Monaco                    | –    | –    | –    | –    |      |      |      | X    | X    |      |      |      |      |      |      | 2     |
| Mongolie                  | –    | –    | –    | –    | 3    | X    | X    |      | X    | X    | X    |      |      |      | 2    | 6     |
| Maroc                     | –    | –    | –    | –    |      |      |      |      |      |      |      |      |      | 1    |      | 1     |
| Birmanie                  | –    | –    | –    | –    |      |      |      |      |      |      |      | X    | X    | 1    | 1    | 4     |
| Pays-Bas                  | 6    | –    | –    | 8    |      |      | X    | X    | X    | X    | X    | X    | X    |      | 1    | 10    |
| Nouvelle-Zélande          | –    | –    | –    | –    | 1    |      |      | X    | X    | X    | X    | X    | X    |      |      | 7     |
| Norvège                   | –    | –    | –    | –    | 4    | X    |      | X    |      | X    | X    | X    |      |      | 1    | 7     |
| Philippines               | –    | –    | –    | –    | 3    |      |      |      | X    |      |      | X    | X    | 1    | 2    | 6     |
| Pologne                   | –    | –    | –    | –    | 4    | X    | X    |      | X    | X    | X    | X    | X    | 6    | 2    | 10    |
| Portugal                  | –    | –    | –    | –    |      |      |      | X    | X    | X    | X    | X    |      | 1    |      | 6     |
| Porto Rico                | –    | –    | –    | –    | 1    | X    |      | X    | X    |      | X    |      |      |      |      | 5     |
| Qatar                     | –    | –    | –    | –    |      |      |      |      |      |      |      |      |      | 1    |      | 1     |
| Roumanie                  | –    | –    | –    | –    |      |      | X    |      |      |      |      |      |      | 1    |      | 2     |
| Russie                    | –    | –    | –    | –    |      |      |      |      |      |      | X    | X    | X    | 5    | 3    | 5     |
| Samoa                     | –    | –    | –    | –    |      |      |      |      |      |      |      |      |      | 1    | 1    | 2     |
| Saint-Marin               | –    | –    | –    | –    |      |      |      |      |      | X    | X    |      |      |      | 1    | 3     |
| Arabie saoudite           | –    | –    | –    | –    |      |      |      | X    | X    |      |      |      |      |      |      | 2     |
| Slovénie                  | –    | –    | –    | –    |      |      |      |      |      | X    | X    | X    |      |      | 1    | 4     |
| Salomon                   | –    | –    | –    | –    |      |      |      |      | X    |      |      |      |      |      |      | 1     |
| Afrique du Sud            | –    | –    | –    | –    |      |      |      |      |      | X    | X    | X    | X    | 1    | 1    | 6     |
| Union soviétique          | –    | –    | –    | –    | 6    | X    | X    |      | X    |      |      |      |      |      |      | 4     |
| Espagne                   | –    | –    | –    | –    | 2    |      | X    | X    | X    | X    | X    | X    | X    | 1    | 2    | 10    |
| Suède                     | –    | –    | –    | –    | 5    | X    | X    | X    | X    | X    | X    | X    | X    | 1    | 1    | 11    |
| Suisse                    | –    | –    | –    | –    | 4    |      | X    | X    | X    |      |      |      |      | 1    | 2    | 6     |
| Tadjikistan               | –    | –    | –    | –    |      |      |      |      |      |      |      |      | X    | 1    |      | 2     |
| Thaïlande                 | –    | –    | –    | –    |      | X    |      | X    |      |      |      |      |      |      | 1    | 3     |
| Tonga                     | –    | –    | –    | –    |      |      |      |      |      |      |      |      | X    |      |      | 1     |
| Turquie                   | –    | –    | –    | –    |      |      |      | X    | X    | X    | X    | X    | X    | 2    | 1    | 8     |
| Ouganda                   | –    | –    | –    | –    |      |      |      |      |      |      |      | X    |      |      |      | 1     |
| Ukraine                   | –    | –    | –    | –    |      |      |      |      |      |      | X    | X    | X    | 5    | 6    | 5     |
| Équipe unifiée            | –    | –    | –    | –    |      |      |      |      |      | X    |      |      |      |      |      | 1     |
| États-Unis                | –    | 29   | 1    | –    | 6    | X    |      | X    | X    | X    | X    | X    | X    | 5    | 6    | 12    |
| Vanuatu                   | –    | –    | –    | –    |      |      |      |      |      |      |      | X    |      |      |      | 1     |
| Venezuela                 | –    | –    | –    | –    |      |      |      |      |      |      |      |      |      | 1    | 2    | 2     |
| Allemagne de l'Ouest      | –    | –    | –    | –    | 4    | X    |      | X    | X    |      |      |      |      |      |      | 4     |
| Yougoslavie               | –    | –    | –    | –    |      | X    | X    |      |      |      |      |      |      |      |      | 2     |
| Zimbabwe                  | –    | –    | –    | –    |      |      | X    |      | X    |      |      |      |      |      |      | 2     |
| Nombre de nations         | 3    | 1    | 3    | 3    | 27   | 24   | 25   | 35   | 41   | 44   | 41   | 46   | 43   | 49   | 55   | 92    |
| Nombre d'archers          | 153  | 29   | 57   | 30   | 95   | 64   | 67   | 109  | 146  | 136  | 128  | 128  | 128  | 128  | 128  |       |